# Typhlops andasibensis
Typhlops andasibensis là một loài rắn trong họ Typhlopidae. Loài này được Wallach & Glaw mô tả khoa học đầu tiên năm 2009.